# Antonín Fleischer
Antonín Fleischer, křtěný Antonín Boleslav, uváděn též Anton Fleischer (17. února 1850 Rovečné – 22. října 1934 Brno) byl český lékař a entomolog (koleopterolog).

## Život
Narodil se do rodiny evangelického faráře Benjamina Fleischera a jeho manželky Marie, rozené Faustkové. Mezi jeho sourozence patřili pacifistka Jindřiška Wurmová a brněnský lékař Josef Fleischer. 
Studiu brouků se začal věnovat během gymnaziálních studií v Těšíně. Byl žákem a spolupracovníkem Edmunda Reittera.
Za jeho nejvýznamnější dílo je považován Přehled brouků fauny Československé republiky (Brno, 1927–1930).
S manželkou Marií (1855–1936), rozenou Martinů, měl pět dětí. Dcera Zdenka (1895–1977), provdaná Pokorná, byla koncertní pěvkyní. Její syn Petr (1933–2020) byl evangelickým teologem, filozofem a historikem.